# Wielki głód 1315–1317

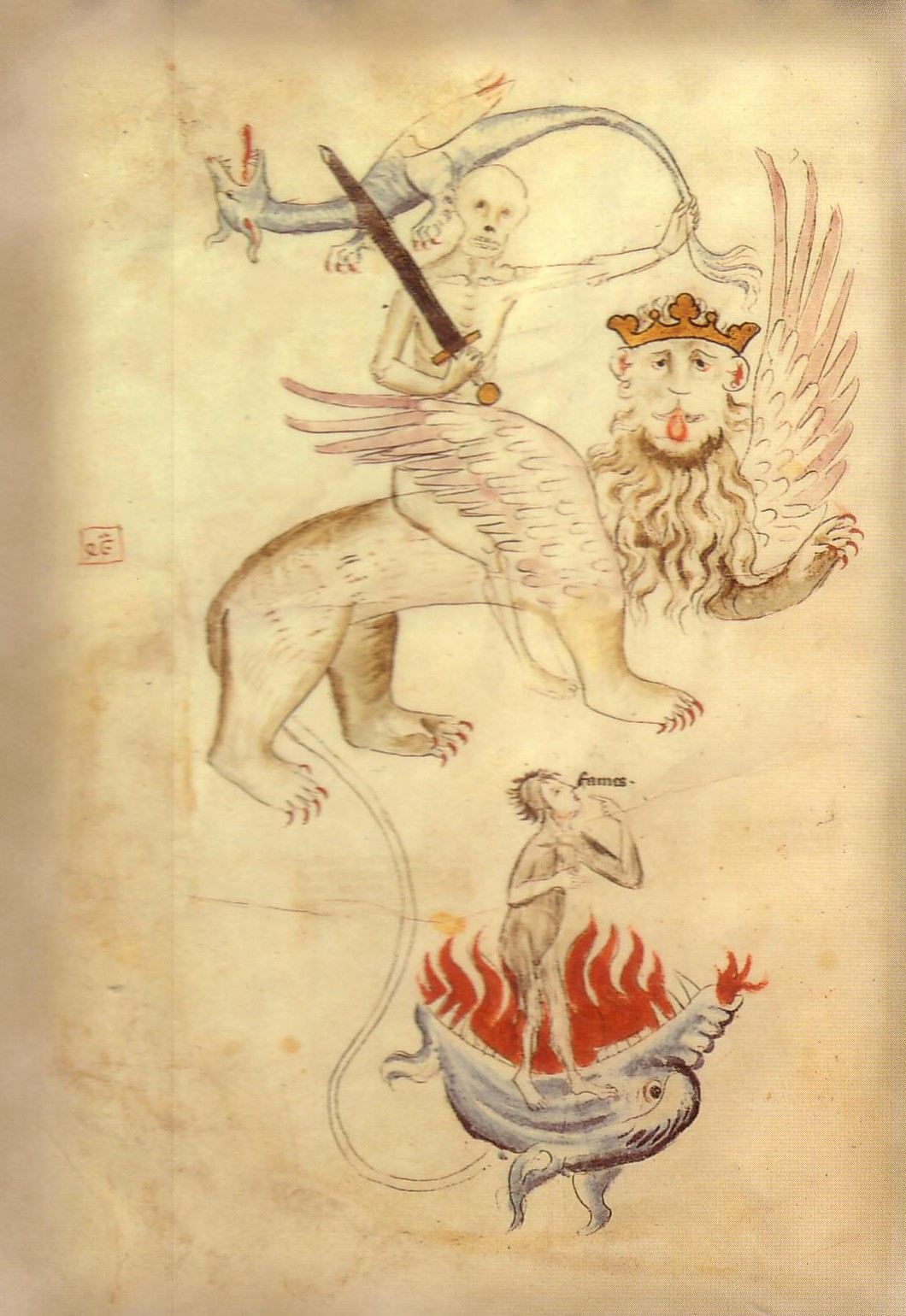
Z Apokalipsy w Biblia Pauperum oprawionej w Erfurcie w czasie wielkiego głodu. Śmierć („Mors”) siedzi okrakiem na lwie, którego długi ogon jest zakończony kulą ognia (Piekło). Głód („Fames”) wskazuje na swoje usta..

Wielki głód 1315–1317 (datowany również na lata 1315–1322) – pierwszy z serii kryzysów na wielką skalę, które uderzyły w Europę na początku XIV wieku, powodując śmierć milionów ludzi na przestrzeni lat i znacząc wyraźny koniec wcześniejszego okresu rozwoju i dostatku między XI a XIII wiekiem. Zaczęło się od złej pogody w 1315, później klęski nieurodzaju trwały przez cały kolejny rok aż do lata 1317. Europie udało się podźwignąć z tego kryzysu dopiero w 1322. W tym okresie na niespotykaną skalę szerzyły się przestępstwa, choroby, dzieciobójstwo, a ludzie umierali masowo. Miało to wpływ na Kościół katolicki, państwa, społeczeństwa oraz kolejne klęski, które miały nastąpić w XIV wieku.